# Enrique Barco Guerrero
Enrique Barco Guerrero (Bucaramanga, 1923-Ibídem, 26 de junio de 1992) fue un médico gastroenterólogo y político colombiano miembro del Partido Conservador Colombiano.
Barco fue médico graduado de la Universidad Javeriana, siendo miembro de la primera promoción de médico de ésta universidad; se especializó en gastroenterología en la Clínica Mayo, de Rochester, Estados Unidos. En 1964 fue cofundador de la facultad de Medicina de la Universidad Industrial de Santander (UIS).
Alternó sus actividades médicas con la política, siendo concejal de su ciudad natal, representante a la cámara por Santander, gobernador de éste departamento entre 1964 y 1965, y senador entre 1974 y 1978. Fue un militante activo del Partido Conservador, siendo parte de la facción ospino-pastranista del partido.
En 1985, Barco fue una de las fichas del entonces presidente Betancur para ser ministro de salud, pero nunca se concretó tal nombramiento.